# Kosi (rivière)
Le Kosi, Kusi ou encore Koshi (en népalais : कोशी नदी, en hindi : कोसी नदी) est un affluent important du Gange qui traverse le Népal et l'Inde. Il est long de 729 km et draine un bassin versant de 95 156 km2 (y compris une partie du territoire chinois), une superficie similaire à celle de la Hongrie, du Portugal ou de la Jordanie.

## Géographie
Le Kosi prend sa source dans l'Himalaya népalais, sur les pentes du Cho Oyu, du Lhotse et de l'Everest, dans le Parc national de Sagarmatha. Au début, il prend le nom de Bhote Kosi ou « rivière de lait » par la couleur blanche de son fond. D'autre part, la Dudh Kosi s'élève dans la partie orientale de la vallée, et joint à la rivière Imja Khola. Les deux se rejoignent au pied du village de Namche Bazaar, à partir duquel il ne porte que le nom de « Dudh Kosi ». Cette rivière, à son tour rejoint le Sun Kosi créant ainsi un cours avec un grand débit qui prend le nom de Kosi.
Alimenté par les rivières Arun et Tamura, il rencontre le Gange, près de la ville indienne de Kursela.
Les crues du Kosi sont redoutées en période de mousson. Celles de 2008 furent particulièrement dévastatrices.

La rencontre de la rivière Kosi et de son affluent Sunkoshi près du village de Beni Ghat. Octobre 2018.

## Source
- (es) Cet article est partiellement ou en totalité issu de l’article de Wikipédia en espagnol intitulé « Río Kosi » (voir la liste des auteurs).